# ياسين كوكاتيب
ياسين كوكاتيب (8 سبتمبر 1991 بفولدا في ألمانيا - ) هو لاعب كرة قدم تركي وألماني في مركز الهجوم. لعب مع ألتينوردو وأوردو سبور وبادربورن 07 وSC Pfullendorf ‏.

## وصلات خارجية
- ياسين كوكاتيب على موقع اتحاد تركيا (لاعب) (الإنجليزية)
- ياسين كوكاتيب على موقع قاعدة بيانات كرة القدم.إي يو (الإنجليزية)
- ياسين كوكاتيب على موقع Soccerbase.com (لاعب) (الإنجليزية)
- ياسين كوكاتيب على موقع عالم كرة القدم.نت (الإنجليزية)